# Station Skive
Station Skive is een station in Skive, Denemarken en ligt aan de lijn Langå - Struer. Voorheen lag het ook aan de lijnen Skive - Glyngøre en Skive - Spøttrup.

## Geschiedenis
Het eerste station van Skive dat werd geopend op 17 oktober mei 1865 was een kopstation en lag aan de huidieg verbinding met de haven. Na de opening van de lijn Skive - Glyngøre was het niet langer een kopstation, maar doorgaande treinen tussen Langå en Struer moesten tot de opening van een meer oostelijk gelegen station in 1888 nog steeds kopmaken. In 1962 werd het huidige station geopend ten zuiden van Skive samen met rechtlijniger tracé van de lijn Langå - Struer.